# Peter Studer
Peter Studer (* 8. November 1935 in Davos; † 2. Dezember 2023) war ein Schweizer Jurist, Journalist und Publizist.

## Leben
In Luzern aufgewachsen, studierte Peter Studer Rechtswissenschaften in Zürich und Paris. Nach einer Tätigkeit in einer Anwaltskanzlei entschied er sich aber für den Journalismus. 1963 berichtete er für verschiedene Medien aus dem Kongo, 1964 wechselte er zum Tages-Anzeiger, als USA-Korrespondent und als Reporter aus dem Vietnamkrieg. 1978 bis 1987 wirkte er als Chefredaktor des Tages-Anzeigers, dabei kam es wegen der Zürcher Jugendunruhen, des Inserate-Boykotts der Autoimporteure gegen den Verlag und des Publikationsverbots gegen den prominenten Autor Niklaus Meienberg zu Kontroversen. 1987 stieg er zum Publizistischen Leiter des Verlags Tamedia auf, 1990 wechselte er als Chefredaktor zum Schweizer Fernsehen.
Nach seinem Rücktritt 1999 stand Studer von 2001 bis Ende 2007 dem Schweizer Presserat vor. Er verfasste mehrere Bücher zum Medienrecht und, zusammen mit dem Juristen und Journalisten Bruno Glaus, zwei Werke zum Kunstrecht. Von 2006 bis 2012 war er Präsident des Schweizer Kunstvereins.
Die Universität St. Gallen, an der Studer Medienrecht lehrte, ernannte ihn 2005 zum Ehrendoktor. 2018 wurde er mit dem Zürcher Journalistenpreis für sein Lebenswerk ausgezeichnet.